# Leemetikare
Leemetikare est une île inhabitée d'Estonie.
Située dans le golfe de Riga, elle fait partie de l'archipel de Moonsund. Elle est située à environ 200 m de Seanina, la pointe nord de l'île de Muhu. Elle appartient administrativement à la municipalité de Muhu.
Seuls quelques buissons et autres plantes, dont le chou marin, peuvent pousser sur cette île rocheuse. 
La faune est riche avec de nombreux nids d'eiders et de goélands marins. On y trouve également des cormorans, des mouettes rieuses, des goélands cendrés et des sternes arctiques.